# Krzyżyk (tango)
Krzyżyk (tango) (hiszp. cruzada, cruce, sobrepaso) – figura tanga argentyńskiego polegająca na skrzyżowaniu stóp.
Cruzada została wprowadzona w późnych latach 1930 i spowodowała znaczne rozszerzenie repertuaru figur tanga. W jednej z wersji historii tego kroku (patrz książka Thompson, 2005) został on wprowadzony przez Joségo Orradre około 1938–1939 podczas praktyki z Recalde. Zanim wynaleziono cruzadę, partnerzy wykonywali pierwszy krok razem w tym samym kierunku.
Krzyżyk jest wykonywany w celu zrównania pozycji obu partnerów.